# Mishlawi
Tarik Ali Mishlawi, mais conhecido por Mishlawi, é um artista luso-americano. Criado em Cascais, Portugal, foi apelidado d' A Revelação do Hip-Hop Português pelo jornal espanhol La Vanguardia, e é frequentemente referenciado como um Talento Transatlântico.
Mishlawi começou a sua carreira no Youtube, sendo descoberto por Richie Campbell, o que o levaria a assinar com a Bridgetown Records. Os seus primeiros hits foram All Night e Always on my mind.
Rapidamente se transformou numa das caras conhecidas dos principais Festivais Portugueses, incluindo o internacionalmente conhecido Meo Sudoeste.

## Vida Pessoal
Mishlawi nasceu em New Jersey, Estados Unidos,mudando-se para o Arizona por volta dos 3 meses,  mas foi em Cascais, Portugal que cresceu visto que se mudou para aí com a sua família aos 10 anos de idade. Frequentou a Carlucci American International School of Lisbon até concluir os estudos, aos 18 anos, altura em que regressou aos Estados Unidos de forma a ingressar na American University, em Washington, DC.
Apesar dos poucos anos passados em Portugal, Mishlawi, assume que prefere Portugal aos Estados Unidos, principalmente pela forma como as pessoas encaram a vida e a vivem.

## Discografia

### Mixtapes
- Wiz Kid - 2014

### Singles
- All Night - 2016
- Always on My Mind - 2016
- Limbo - 2016
- Time - featuring Zara G - 2016
- Boohoo - featuring Richie Campbell - 2016
- Turn Back - 2017
- What's Happening - produced by Zander, King Fuh - 2017
- Ignore - 2017
- Afterthought - featuring Trace Nova - 2017
- fmr - 2018
- Homies & Pythons - 2018
- Rain - featuring Richie Campbell e Plutónio - 2018
- bad intentions - 2018
- Uber Driver - 2018
- Audemars - featuring Nasty C - 2019
- hotel - featuring GSon - 2020
- break it - prod. davwave - 2020
- growing pains - 2020

### Álbuns
- Solitaire - 2019